# Тюрденев, Владимир Львович
Владимир Львович Тюрденев (род. 22 апреля 1949, Москва, РСФСР, СССР) — российский дипломат. Чрезвычайный и полномочный посол (1995).

## Биография
Окончил МГИМО МИД СССР (1971) и Дипломатическую академию МИД СССР (1983). Владеет португальским, испанским и английским языками.
На дипломатической работе с 1971 года.
- В 1983—1991 годах — первый секретарь, советник, советник-посланник Посольства СССР в Бразилии.
- В 1991—1992 годах — заведующий отделом Управления латиноамериканских стран МИД России.
- В 1992—1995 годах — заместитель начальника, начальник управления, директор Департамента Центральной и Южной Америки МИД России.
- В 1995—1996 годах — директор Латиноамериканского департамента МИД России.
- С 8 июня 1996 по 22 августа 2000 года — чрезвычайный и полномочный посол Российской Федерации в Аргентине и Парагвае по совместительству[1][2].
- С сентября по декабрь 2000 года — и. о. директора Второго департамента стран СНГ МИД России.
- С декабря 2000 по июль 2004 года — директор Второго Департамента стран СНГ МИД России.
- С 15 июля 2004 по 23 ноября 2009 года — чрезвычайный и полномочный посол Российской Федерации в Бразилии[3][4].
- С 6 августа 2004 по 23 ноября 2009 года — чрезвычайный и полномочный посол Российской Федерации в Суринаме по совместительству[5][4].
- С 23 ноября 2009 по 5 марта 2021 года — чрезвычайный и полномочный посол Российской Федерации в Узбекистане[6][7].

## Семья
Женат, имеет сына.

## Награды
- Благодарность президента Российской Федерации (5 августа 2002) — за активную и плодотворную дипломатическую деятельность на направлении СНГ[8].
- Орден Дружбы (14 августа 2014) — за большой вклад в реализацию внешнеполитического курса Российской Федерации, развитие международного культурно-гуманитарного сотрудничества и многолетнюю добросовестную работу[9].
- Благодарность Правительства Российской Федерации (5 марта 2018) — за трудовые успехи и большой личный вклад в развитие международного сотрудничества[10].
- Почётная грамота президента Российской Федерации (30 мая 2018) — за большой вклад в реализацию внешнеполитического курса Российской Федерации и многолетнюю добросовестную работу[11].
- Орден Почёта (28 декабря 2020) — за большой вклад в реализацию внешнеполитического курса Российской Федерации и многолетнюю добросовестную дипломатическую службу[12].

### Иностранные
- Большой крест ордена Риу-Бранку (12 ноября 2009, Бразилия) — орденом награждаются дипломаты, внесшие значительный вклад в развитие двусторонних отношений[13].
- Орден «Дустлик» (3 апреля 2013, Узбекистан) — за большие заслуги в развитии многопланового двустороннего сотрудничества, активное содействие дальнейшему расширению торгово-экономических, инвестиционных и гуманитарных связей между Республикой Узбекистан и Российской Федерацией[14].
- Орден «Мехнат шухрати» (29 августа 2019, Узбекистан) — за большие заслуги в развитии узбекско-российского стратегического партнёрства, весомый вклад в расширение торгово-экономических, научно-технических и культурно-гуманитарных связей, взаимодействия регионов двух стран[15].
- Почётная грамота Республики Узбекистан (16 марта 2021, Узбекистан)  — за многолетнюю плодотворную деятельность, направленную на последовательное развитие и углубление отношений стратегического партнёрства и союзничества, всестороннего сотрудничества между Республикой Узбекистан и Российской Федерацией, большой личный вклад в продвижение открытого и конструктивного политического диалога, приоритетных совместных программ и проектов в торгово-экономической, инвестиционной, культурно-гуманитарной и научно-образовательной сферах, межпарламентского и межрегионального взаимодействия, практическое содействие в подготовке высококвалифицированных кадров для отраслей экономики республики, а также активную роль в укреплении уз дружбы и взаимопонимания между народами наших стран[16].

## Дипломатический ранг
- Чрезвычайный и полномочный посланник 2 класса (12 июня 1991)[17]
- Чрезвычайный и полномочный посланник 1 класса (17 сентября 1993)[18]
- Чрезвычайный и полномочный посол (18 июля 1995)[19]